# Sant Jaume d'Enveja
Sant Jaume d'Enveja är en kommun i Spanien.   Den ligger i provinsen Província de Tarragona och regionen Katalonien, i den östra delen av landet, 400 km öster om huvudstaden Madrid. Antalet invånare är 3 549. Arean är 61 kvadratkilometer. Sant Jaume d'Enveja gränsar till Deltebre och Amposta. 
Terrängen i Sant Jaume d'Enveja är mycket platt.
Sant Jaume d'Enveja delas in i:
- els Muntells